# Apelul la ranchiună
Apelul la ranchiună (denumit și argumentum ad odium) este o eroare logică și un caz specific de apel la emoție în care cineva încearcă să câștige susținere pentru un argument prin exploatarea resentimentelor, ranchiunei și disprețului față de partea opusă. În loc să se prezinte un argument susținut de fapte sau evidențe, argumentul este construit de așa manieră încât să te îndemne să faci sau să nu faci ceva, pur și simplu din ranchiună.

## Forme
Această eroare logică are următoarea formă de raționament:
Afirmația A este făcută cu intenția de a provoca ranchiună.
Prin urmare, A este falsă (sau adevărată).

## Explicație
Acest mod de a raționa este eronat pentru că sentimentul de ranchiună nu este evidență pentru sau împotriva unei afirmații. Există însă cazuri în care o afirmație care evocă un sentiment de ranchiună sau ură poate fi folosită ca și evidență legitimă pentru a acționa într-un sens sau altul, dar sentimentul în sine nu este o evidență. Acest lucru e clarificat în primul exemplu.

## Exemple
- Maria: Cred că o s-o votez pe Anca pentru funcția de casieră a clubului nostru.

Raluca: Mai ții minte când poșeta ta a dispărut la întrunirea de anul trecut?
Maria: Da.
Raluca: Ei bine, am aflat că Anca ți-a furat poșeta și alte lucruri de la celelalte fete.
Maria: Ah, atunci nu o voi mai vota!
În acest caz Maria are un bun motiv să nu o voteze pe Anca. Din moment ce o casieră ar trebui să fie onestă, alegerea unei hoațe pentru această poziție ar fi o proastă decizie. Atâta timp cât Maria conclude că ar trebui să voteze împotriva Ancăi pentru că s-a dovedit ca fiind o hoață și nu din rațiuni de ranchiună, raționamentul ei este corect.
- Alex: Cred că Maria a făcut o treabă excelentă anul acesta, o s-o nominalizez pentru premiu.

Dan: Ai uitat de anul trecut? Ții minte că ea nu te-a nominalizat anul trecut?
Alex: Ai dreptate, nu o voi mai nominaliza.
Aici se observă că Alex renunță să o propună pe Maria doar din simpla ranchiună pentru ea și nu din motive ce privesc competența Mariei.
- Microsoft te-a picat la testul de angajare, nu ar mai trebui să cumperi software de la ei.

- Dacă vei vota propunerea mea în loc de cea a lui Ion, vei avea ocazia să te răzbuni pe el pentru faptul că ți-a tamponat mașina.